# Jon Halliday

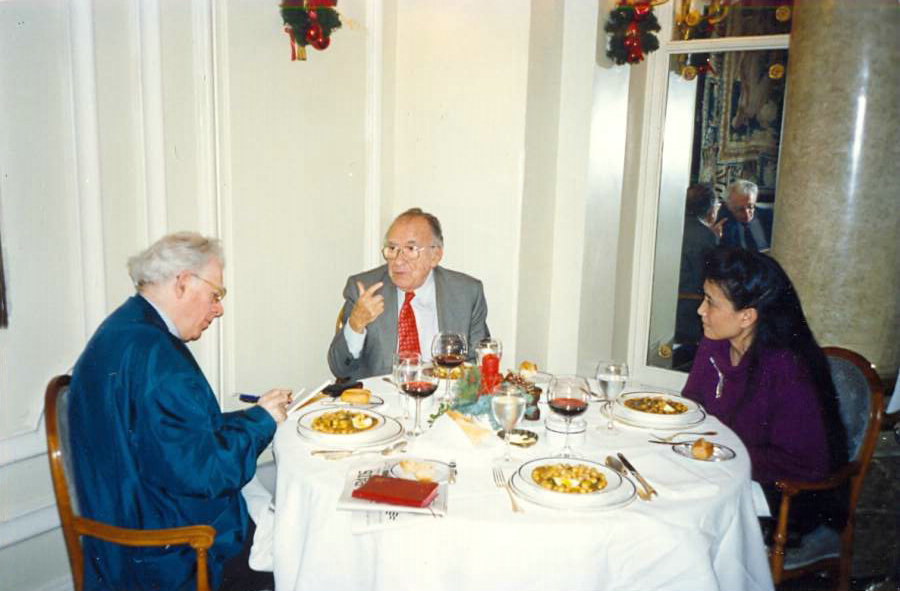
Jon Halliday y Jung Chang en su visita a España junto a Santiago Carrillo en 2009.

Jon Halliday (Dublín, 28 de junio de 1939) es un historiador de origen irlandés radicado en Inglaterra, especialista en Asia contemporánea; ha sido destacado también como crítico de cine. En su juventud dio clases en Italia, y más adelante ha sido investigador del King's College de Londres.

## Trayectoria
Jon Halliday nació en Dublín, y se licenció en historia en Oxford. Vivió en Italia tres años, de 1963 a 1969, y los tres últimos meses los pasó en Roma: conoció a Pier Paolo Pasolini en 1968. Enseñó más tarde en ese país, concretamente en Calabria, desde 1974 hasta 1976.
Primero escribió Pasolini on Pasolini, en 1969, entrevista con el director italiano, que se ha reeditado hasta hoy. Asimismo, escribió un importante libro-estrevista, sobre el cineasta de origen alemán Douglas Sirk, en 1971, cuando estaba bastante olvidado, reivindicando el gran valor de sus melodramas. En ambos casos tuvo el reconocimiento de los directores, y son aún dos libros de referencia. 
Pero Halliday destacó luego como historiador. Es un importante especialista en Asia contemporánea: Japón (Japanese Imperialism Today, A Political History of Japanese Capitalism), Corea (Korea: The Unknown War) y China. Vive con su mujer, Jung Chang, en Notting Hill, al oeste de Londres. Juntos han escrito una biografía de Mao, Mao: the Unknown Story, muy bien aceptada por la comunidad académica. 
Jon Halliday es hermano menor del profesor y escritor irlandés Fred Halliday.

## Obra
- Pasolini on Pasolini, en 1969; trad. italiana: Pasolini su Pasolini, Parma, Guanda, 2014.
- Sirk on Sirk: Interviews with Jon Halliday, Secker & Warburg 1971; trad. castellana: Douglas Sirk, Fundamentos, 1971.
- Japanese Imperialism Today: "Co-prosperity in Greater East Asia", Penguin, 1973, elaborado con Gavan McCormack.
- The Psychology of Gambling, Allen Lane, 1974, editado con el crítico de arte Peter Fuller.
- A Political History of Japanese Capitalism, Monthly Review, 1975
- The Artful Albanian: The Memoirs of Enver Hoxha, Chatto & Windus, 1986
- Mme Sun Yat-sen (Soong Ching-ling), Penguin, 1986, escrito con Jung Chang.
- Korea: The Unknown War, Viking, 1988, elaborado con Bruce Cumings.
- Mao: The Unknown Story, Jonathan Cape 2005, escrito con Jung Chang.